# Tom of Finland
То́уко Валіо Ла́аксонен (фін. Touko Valio Laaksonen, ім'я походить від фінської назви травня — Toukokuu) (8 травня 1920 , Кааріна, Або-Б'єніборзька губернія  — 7 листопада 1991 , Гельсінкі ) — фінський художник, відрізнявся гомоеротичними, а й, часто, гей-порнографічними роботами, які містили стилізовані сцени з чоловіками в фетишистських ситуаціях: рабство, БДСМ, домінування. Його роботи сповнені сцен групового сексу та сексу на один раз. Краще відомий під псевдонімом Tom of Finland (англ. Том з Фінляндії).
Протягом чотирьох десятиліть Тоуко створив близько 3500 ілюстрацій, в основному за участю чоловіків з гіперболізованими членами та іншими первинними статевими ознаками, що були одягнуті у шкіряний одяг чи уніформу (байкери, хулігани, лісоруби, поліцейські, ковбої та матроси). Він був названий «найвпливовішим творцем гей-порнографічних зображень» на думку історика Joseph W. Slade. та один з двох найбільш значущих фігур еротичного мистецтва XX століття і батьків зародження післявоєнної гей-культури.
Мистецтвознавці розглядають роботи Тоуко як щось більше ніж просто «брудні малюнки» і визнають їх роль в формуванні сексуальності цілих поколінь молодих людей. У 2011 році відбулася ретроспективна виставка у Туреччині. В Німеччині, «Taschen» опублікував декілька збірників його робіт в розкішних так званих coffee table виданнях., Фінський культурний центр в Парижі організовував ретроспективну виставку робіт, а Музей сучасного мистецтва у Нью-Йорку придбав декілька екземплярів його графіки для своєї колекції.

## Біографія

### Раннє життя та освіта
Тоуко народився і виріс в сім'ї середнього класу в Кааріна, місті в південно-західній Фінляндії, недалеко від міста Турку. Його батьки були вчителями, які викладали в гімназії. Сім'я жила в будівлі школи, при якій були житлові приміщення. Маленький Тоуко з п'яти років грав на піаніно і малював комікси. Але окрім музики, літератури і живопису йому подобались сусідські хлопці. З раннього віку він почав спостерігати за м'язистим хлопцем з сусідньої ферми, на ймення Urho (з фінської «герой»). Навчався в Турку і в 1939 році, у віці 19 років він переїхав до Гельсінкі вчитися рекламі. У вільний час він малював еротичні картинки для власного задоволення.

### Війна з СРСР
Його малюнки містять зображеннях чоловіків робочих професій, яких він бачив з самого раннього віку. Незабаром Фінляндія була втягнута у Зимову війну з СРСР, а потім стала формальною учасницею у Другій світовій війні. Тоуко був мобілізований у лютому 1940 року у фінську армію молодшим лейтенантом. Під час другої світової він нарешті отримав секс з чоловіками у формі, про який так мріяв з дитинства.
Тоуко пізніше пояснив свій фетишизм до чоловіків у військовій формі, особливо солдат німецького вермахту. «У моїх малюнках немає політичних заяв жодної ідеології. Я маю на увазі тільки самі малюнки. Вся нацистська філософія, расизм і все таке — це те, що ненависно мені. Але у будь-якому випадку, мої герої повинні були мати найсексуальніші форми!» В мирний час Тоуко продовжував працювати ілюстратором, він малював рекламні плакати, а ввечері грав на піаніно на богемних вечірках. Він уникав відкритих геїв, серед яких переважала ненависна йому манірність.

### Особисте життя та рання творчість

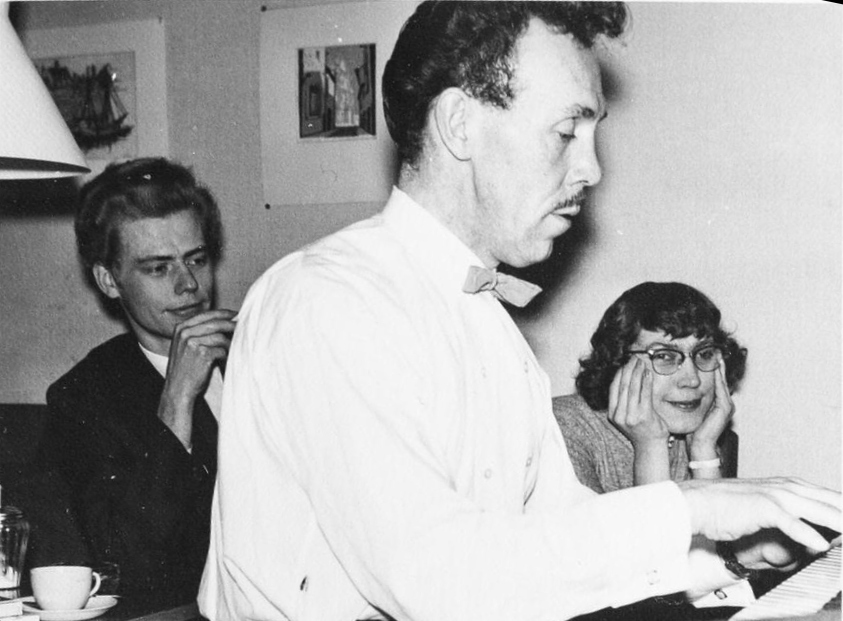
Тоуко грає на піаніно на задньому плані його партнер Вілі Мякінен і його сестра Кайя.

Обкладинка календаря присвячена творчості Tom of Finland

Тоуко прожив разом зі своїм партнером Вілі 28 років. Саме він наполіг на відправленні робіт у американський журнал «Physique Pictorial», де робота з сексапільним і усміхненим лісорубом прикрасила обкладинку весняного номера 1957 року, і саме з цього часу Тоуко обрав собі псевдонім «Tom of Finland»
У 1973 році відбулась перша виставка малюнків у Гамбурзі (The Revolt Press Bookstore), після якої всі малюнки окрім одного були викрадені. Наступна виставка відбулась через 5 років у Лос Анджелесі (Eons Gallery). Потім виставки були щороку у різних куточках світу
У 1990 році Тоуко отримав престижну фінську премію Puupäähattu за комікси Kake та Mike. Нагорода створена за рахунок грантів Товариства фінських коміксів і щорічно вручається за найкращі фінські комікси. Премію було вперше присуджено в 1972 році.

## Комікси та вплив на культуру

Каке навідується у портовий бар і виносить звідти урок, що не можна займатись сексом з чоловіком, що одружений

Каке підглядає за парубком у вікно і не стримується, за що винагороджується і зустріччю з його батьком

Усім головним героям своїх коміксів Тоуко давав імена (Jack, Mike, Dick), а у 1965 році Тоуко почав думати над створенням постійного персонажу для своїх робіт. Спочатку він спробував створити ідеального Чоловіка, блондина на ймення Vicky (найбільш розповсюджене чоловіче ім'я у Фінляндії). Але у 1968 році автор зупинився на Kake.
Брюнет в шкіряній куртці, з товстими вусами, що часто носив білу футболку, яка облягає його мускулисте тіло з девізом «Fucker». Між 1968 і 1986, Тоуко опублікував 26 епізодів з пригодами Kake, більшість як 20-сторінкових брошур. Kake відповідав своєму прізвиську (англ. Пиріг). Він подорожував по всьому Світу і не пропускав жодних симпатичних сідниць та прутнів. Тоуко пропускав багато своїх сексуальних фантазій через головного героя, внаслідок чого прихильники і фани зі всього світу зробили його своїм об'єктом для наслідування.

Блок марок, що присвячені творчості Tom of Finland, Фінляндія

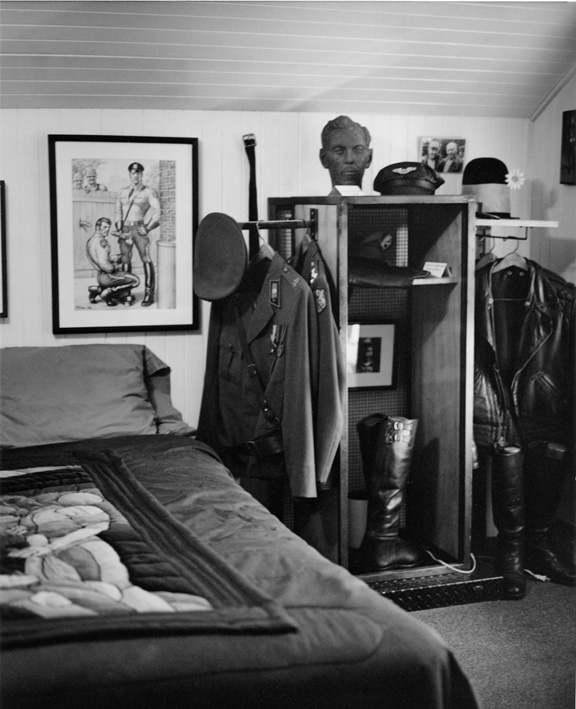
Меморіальна кімната, присвячена пам'яті «Tom of Finland»

У 1984 році То́уко Ла́аксонен з бізнесменом і другом Durk Dehne, створили некомерційний Tom of Finland Foundation". Первинна мета фундації була зберегти широкий каталог робіт То́уко. Кілька років по тому мета була розширена, щоб запропонувати притулок для всіх авторів еротичного мистецтва у відповідь на розгул дискримінації щодо мистецтва. Сьогодні Фундація направляє свої зусилля на освіту суспільства щодо культурних переваг еротичного мистецтва та сприяння толерантному ставленню до різних сексуальностей.
8 вересня 2014 року фінська пошта планує випуск марок присвячених Tom of Fanland. У релізі заявлено вихід трьох марок, на яких буде зображено роботи Тоуко
За участі кінокомпанії Special Film Company у 2015 році вийде у світ фільм з робочою назвою «Tom of Finland.With Love». Режисерами фільму виступили Vesa Kuosmanen та Henri Huttunen.

## Цитати
«Якщо у мене не має ерекції, коли я малюю, то картинка нікуди не годиться.»
«Малюючи чоловіків, що займаються сексом, я намагався проілюструвати гордих чоловіків, що отримують задоволення від сексу!»